# Karl Fischer (Illustrator)
Karl Fischer (* 21. Oktober 1921 in Bismarckhütte; † 13. Mai 2019 in Berlin) war ein deutscher Illustrator. Zu seinen Illustrationen gehörten vor allem Kinderbücher, so arbeitete er unter anderem für den Kinderbuchverlag Berlin und den Verlag Neues Leben. Fischer lebte in Berlin.

## Leben
Fischer absolvierte von 1937 bis 1940 eine Lehre als Gestalter und Dekorateur im Berliner Kaufhaus Union. Dann war er Soldat. Nach seiner Entlassung aus sowjetischer Kriegsgefangenschaft Ende 1948 arbeitete er als Bildredakteur in Berlin. Von 1950 bis 1953 besuchte Fischer die Meisterschule für Graphik in Berlin. Ab 1954 war Fischer als selbstständiger Grafiker tätig. Er arbeitete für verschiedene Verlage, darunter der Kinderbuchverlag, Verlag Neues Leben, Altberliner Verlag, Berliner Verlag, Domowina-Verlag und der Deutsche Militärverlag. Fischer illustrierte an die 400 Bücher. Er nutzte verschiedene Techniken – Feder- und Tuschezeichnungen, Schabtechnik und Aquarell.
1957 erschien im Kinderbuchverlag eine vierbändige Ausgabe von Grimms Märchen; 1961 Egon und das achte Weltwunder von Joachim Wohlgemuth im Verlag Neues Leben – der satirisch-kritische Jugendroman wurde zu einem Bestseller in der DDR; 1969 Sternschnuppenwünsche von Gerd Bieker, ebenfalls im Verlag Neues Leben.
In der Reihe Spannend erzählt spezialisierte er sich auf Science-Fiction-Romane. Für über vierzig Titel gestaltete er das komplette Erscheinungsbild vom Umschlag über das Deckblatt bis hin zu ganz- und halbseitigen Illustrationen, vorwiegend in Schwarz-Weiß. Als Beispiele zu nennen sind Das Rätsel Sigma von Karl-Heinz Tuschel, Antarktis 2020 oder Das Kosmodrom im Krater Bond von Alexander Kröger sowie Alarm im Tunnel Transterra von Michael Szameit.
Sein besonderes Engagement galt den Kindern. Regelmäßig waren seine Zeichnungen und Comics in den Kinderzeitschriften Frösi, Atze, Trommel, ABC-Zeitung und Bummi zu finden. Mit viel Liebe und Einfühlungsvermögen hat der Vater zweier Töchter versucht, stets die kindliche Naivität in Bildern einzufangen.
Für die Zeitschriften Wochenpost, Neue Berliner Illustrierte und Freie Welt aus dem Berliner Verlag illustrierte er über 30 Jahre lang überwiegend Kurzgeschichten. Er verstarb am 13. Mai 2019 in Berlin. Ein umfangreiches Depositum seiner künstlerischen Arbeiten befindet sich in der Sammlung der Kinder- und Jugendbuchabteilung der Staatsbibliothek zu Berlin.

## Illustrationen (Auswahl)
- Wilhelm Raabe: Die schwarze Galeere. Verlag Kultur und Fortschritt Berlin, 1954 (Kleine Jugendreihe)

- Ingeborg Schwenkner: Wölfchen Ungestüm. Kinderbuchverlag Berlin, 1955.
- Eduard Klein: Der Indianer. Verlag Neues Leben, 1958.
- László Szenczei: Der Sohn des Burgwächters. Verlag Neues Leben, 1961.
- Carlos Rasch: Krakentang. Verlag Neues Leben, 1968.
- Alexander Kröger: Antarktis 2020. 2. Auflage. Verlag Neues Leben, 1973.
- Siegfried Fischer: Pat Parcham, der Schneemensch. Verlag Neues Leben, 1976.
- Herbert Friedrich: Im Eis. Verlag Neues Leben, 1976.
- Eduard Klein: Die Smaragdmine. Verlag Neues Leben, 1979.
- Dietmar Beetz: Weißer Tod am Chabanec. Verlag Neues Leben, 1979.
- Alexander Kröger: Energie für Centaur. Verlag Neues Leben, 1983.
- Hans Bach: Die Glastropfenmaschine. Verlag Neues Leben, 1988.
- Jakub Lorenc-Zalěski: Kifko. Domowina-Verlag, Bautzen 1995, ISBN 978-37-42016-15-7.

## Ausstellungen (Auswahl)
- 1958, 1976, 1979, 1982 und 1986: Berlin, Bezirkskunstausstellungen
- 1962/1963 und 1967/1968: Dresden, Fünfte und VI. Deutsche Kunstausstellung
- 1979: Berlin („Buchillustrationen in der DDR“)

## Ehrungen
1988: Theodor-Körner-Preis.